# Gärtnerhaus Villa Kolbe
Das Gärtnerhaus zur Villa Kolbe wurde ebenfalls für Carl Kolbe errichtet, es liegt in der August-Bebel-Straße 2 im Stadtteil Alt-Radebeul des sächsischen Radebeul, auf einem Grundstück nördlich der Villa Kolbe auf der gegenüberliegenden Straßenseite der Meißner Straße.

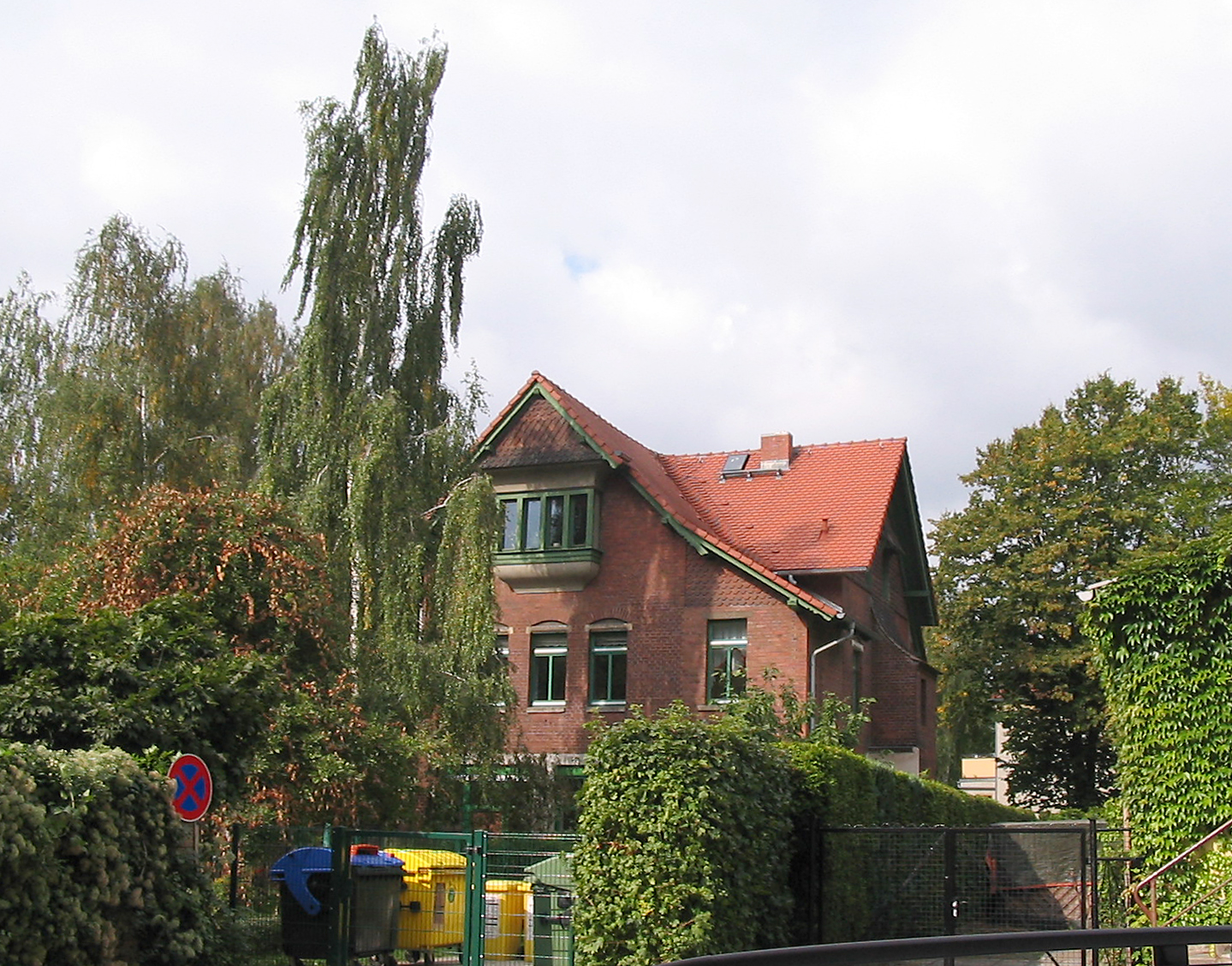
Gärtnerhaus Carl Kolbe, Südseite

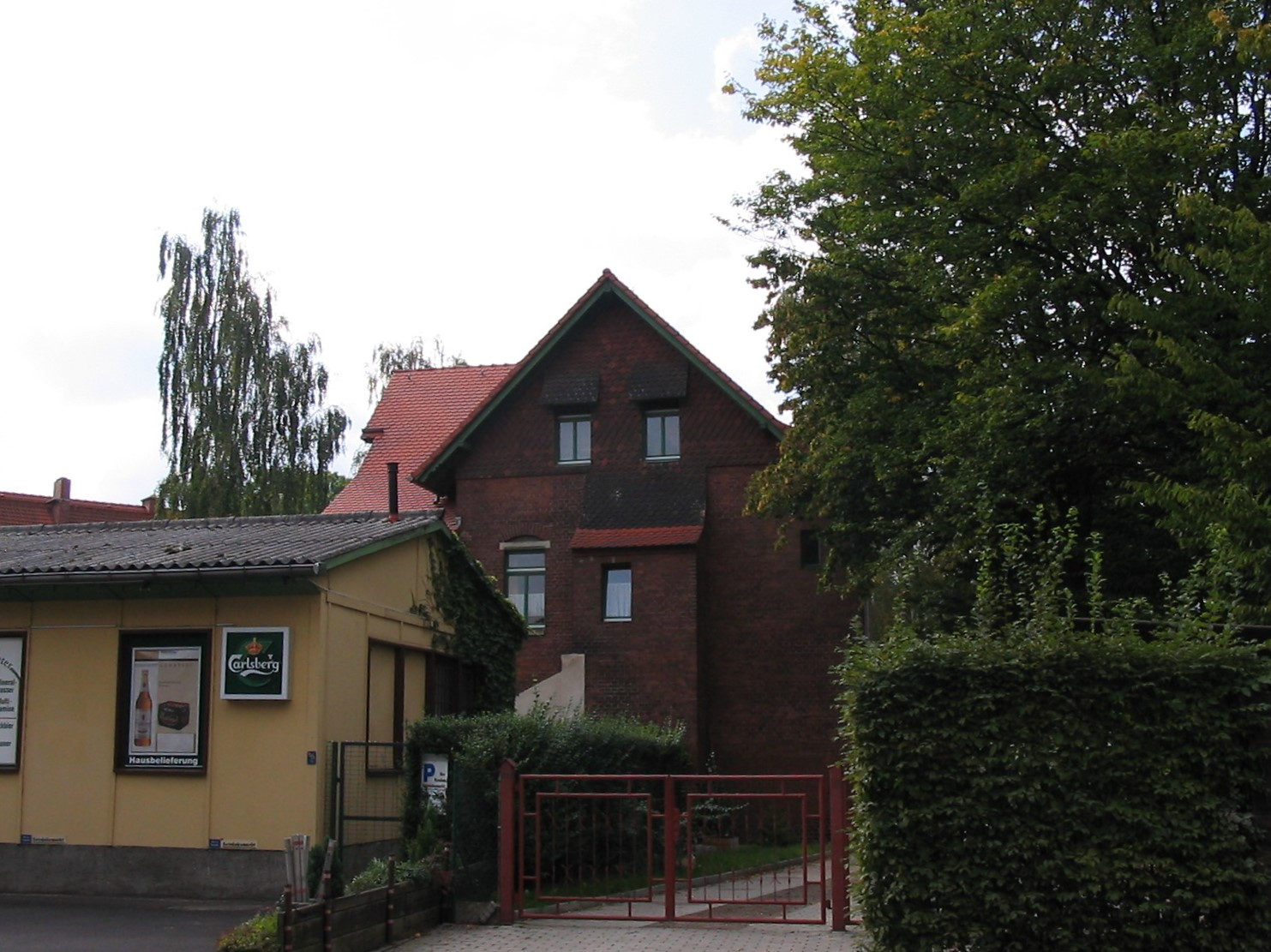
Gärtnerhaus Carl Kolbe, Ostseite

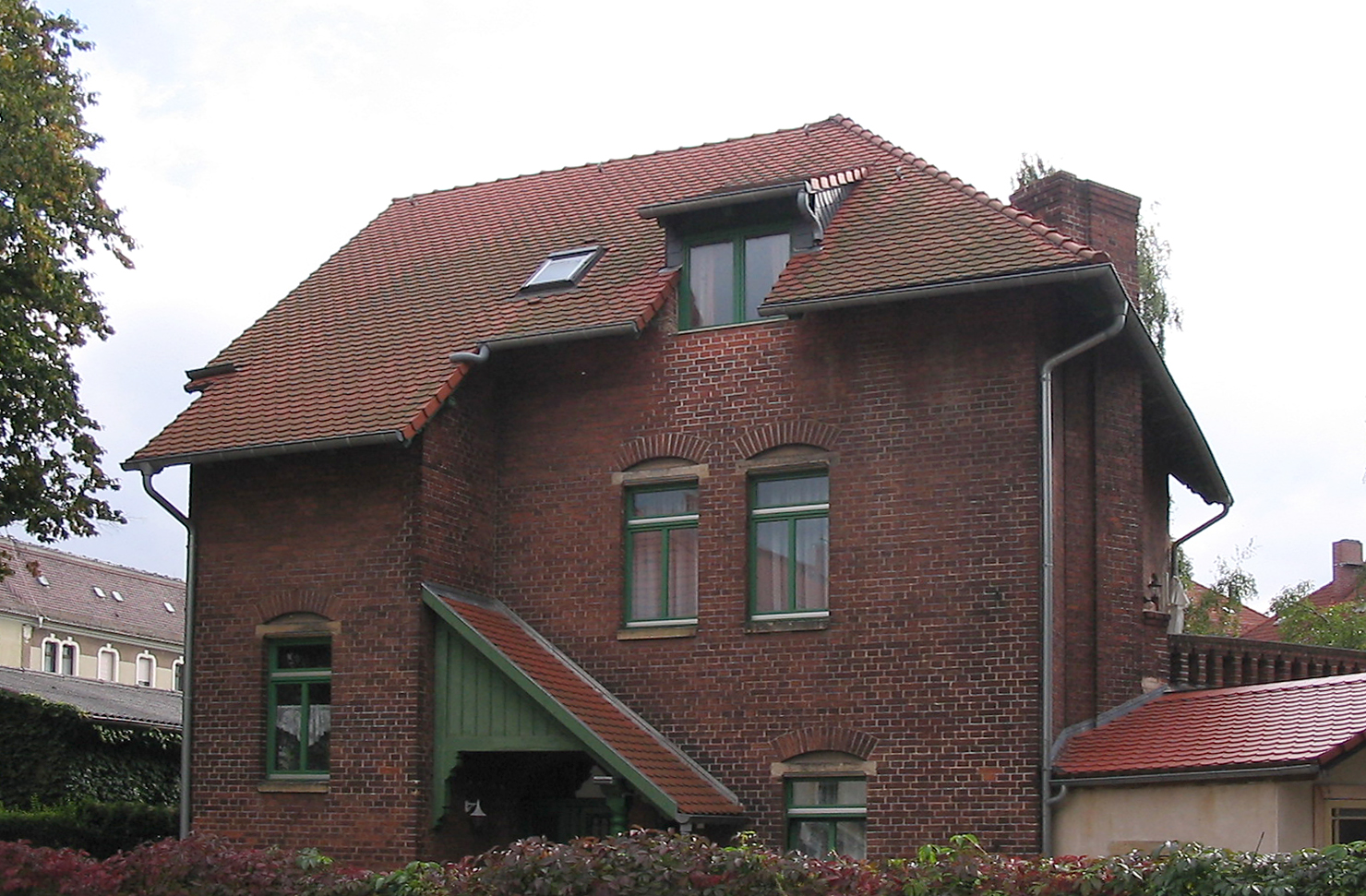
Gärtnerhaus Carl Kolbe, Nordseite

## Beschreibung
Das zweigeschossige, denkmalgeschützte Klinkergebäude mit Kunststeinelementen entspricht im Stil der Neorenaissance der südlich gelegenen Villa Kolbe. Das Gebäude hat einen „malerisch-unregelmäßigen Aufriss mit Satteldächern in Hakenform“. Eine Gebäudeecke hat ein abgeschlepptes Dach, wo eine ehemalige Loggia zugesetzt wurde, und in einer der Giebelspitzen befindet sich ein Fenstererker.

## Geschichte
Bauherr des Hauses war der Chemiker Carl Kolbe (1855–1909), Generaldirektor der Chemischen Fabrik von Heyden, der im Jahr 1893 ebenfalls nach Entwürfen des Berliner Architekten Otto March ein Wohnhaus für den Gärtner errichten ließ. Das Gebäude lag innerhalb der Gärtnerei, das Erdgeschoss war auf drei Seiten von Gewächshäusern umgeben, die mittlerweile ebenso wie der Gärtnereischornstein entfernt sind.
1926 wurde das Gelände der Gärtnerei an die Stadt Radebeul zur Errichtung von Doppelwohnhäusern verkauft. Die an der Meißner Straße stehende mehrgeschossige Wohnbebauung entstand 1955.